# Владимир Бігорра
Владимир Бігорра (ісп. Vladimir Bigorra, нар. 9 серпня 1954) — чилійський футболіст, що грав на позиції захисника. По завершенні ігрової кар'єри — тренер.
Виступав, зокрема, за клуби «Універсідад де Чилі» та «Універсідад Католіка», а також національну збірну Чилі.

## Клубна кар'єра
У дорослому футболі дебютував 1972 року виступами за команду «Універсідад де Чилі», в якій провів дев'ять сезонів, взявши участь у 305 матчах чемпіонату. Більшість часу, проведеного у складі «Універсідад де Чилі», був основним гравцем захисту команди і у 1979 році він виграв Кубок Чилі.
Протягом 1982 року захищав кольори клубу «Універсідад Католіка». 1983 року перейшов до клубу «Кобресаль», за який відіграв 7 сезонів і 1987 року вдруге у кар'єрі здобув національний кубок. Завершив кар'єру футболіста виступами за команду «Кобресаль» у 1990 році.

## Виступи за збірну
26 квітня 1974 року дебютував в офіційних іграх у складі національної збірної Чилі в товариському матчі проти Гаїті (0:0).
У складі збірної був учасником чемпіонату світу 1982 року в Іспанії. Чилі на турнірі програла три матчі ФРН, Австрії та Алжиру і не вийшла з групи, а Лісардо Гаррідо зіграв всі три матчі повністю.
Останній раз Бігорра з'явився у формі збірної 9 грудня 1987 року в товариському матчі з Бразилією (1:2). Загалом протягом кар'єри у національній команді, яка тривала 14 років, провів у її формі 21 матч, забивши 1 гол.

## Кар'єра тренера
Після закінчення ігрової кар'єри Бігорра став тренером. Він тренував юнацьку та молодіжну збірні Чилі. З командою до 17 років вийшов на юнацький чемпіонат світу 1997 року в Єгипті, а з командою до 20 років працював на молодіжному чемпіонаті Південної Америки 1999 року, посівши 6 місце.
Останнім місцем тренерської роботи був клуб «Депортес Пуерто-Монт», головним тренером команди якого Владимир Бігорра був протягом 2001 року.

## Титули і досягнення
- Володар Кубка Чилі (2):

«Універсідад де Чилі»: 1979
«Кобресаль»: 1987